# Bettina Hauert
Pour les articles homonymes, voir Hauert.
Bettina Hauert, née le 18 juin 1982 à Hagen, est une golfeuse allemande

## Palmarès

### Solheim Cup
- Qualifiée pour la Solheim Cup 2007

### Circuit européen
- 2007 Deutsche Bank Ladies Swiss Open